# Coqueiral (Araruama)

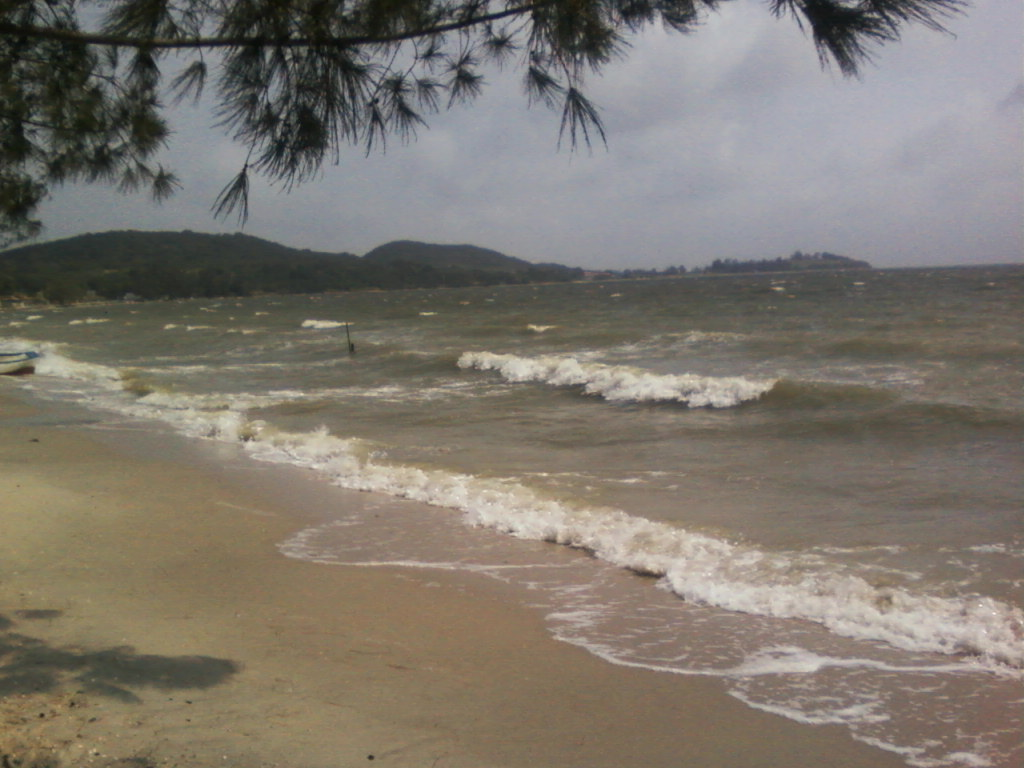
Praia do Coqueiral

Coqueiral é uma praia na cidade de Araruama, no Estado do Rio de Janeiro. O bairro possui algumas lojas, madeireiras, e comércios situados no bairro referente e beirando a Rodovia Amaral Peixoto.
Na parte comercial do bairro também está situado o primeiro e mais antigo shopping da Região dos Lagos, O Shopping Gigi construído entre final do século XIX e início do século XX; nele está situada várias lojas que serviram na época como principal parada de turista no século XX, quando a principal a atual rodovia era a principal estrada ligando a capital Rio de Janeiro até as cidades de São Pedro da Aldeia, Cabo Frio, Macaé e Campos dos Goitacazes. O Shopping Gigi está atualmente em pleno funcionamento, e vale ressaltar também que foi restaurado.
Na parte residencial do bairro ainda está em desenvolvimento com respeito principalmente a pavimentação e urbanização, o bairro possui muitas casas de classe média e alta beirando a Praia do Coqueiral, porém poucos moradores por serem da maioria casas de veraneio, enchendo na época do Natal até ao Carnaval.